# Epimetopus fisheri
Epimetopus fisheri är en skalbaggsart som beskrevs av Perkins 1979. Epimetopus fisheri ingår i släktet Epimetopus och familjen Epimetopidae. Inga underarter finns listade i Catalogue of Life.